# Marijin dvor

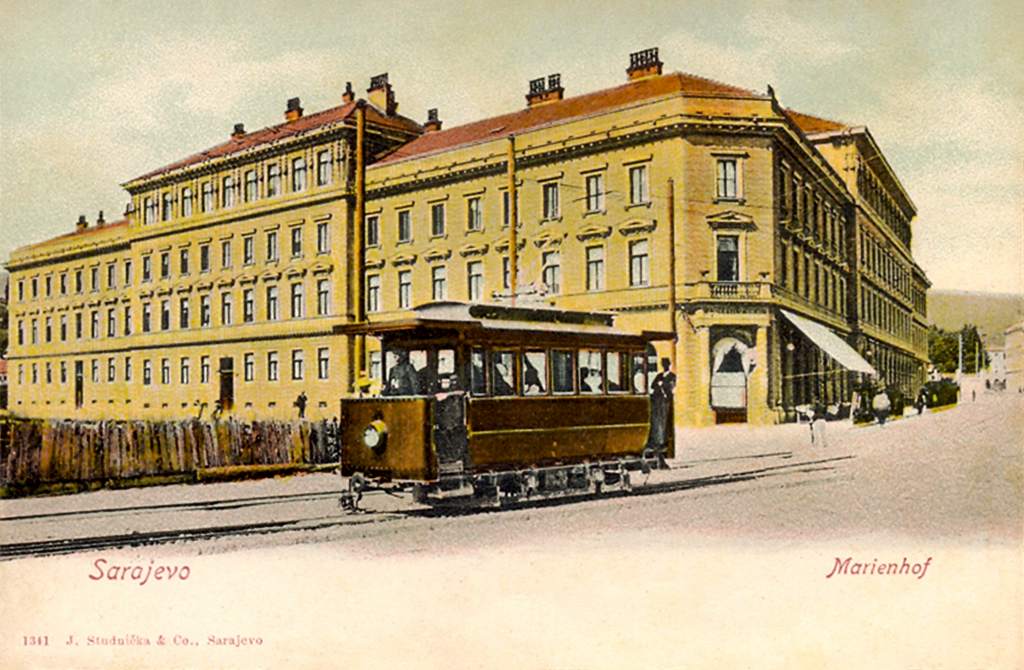
Marijin dvor na historické fotografii

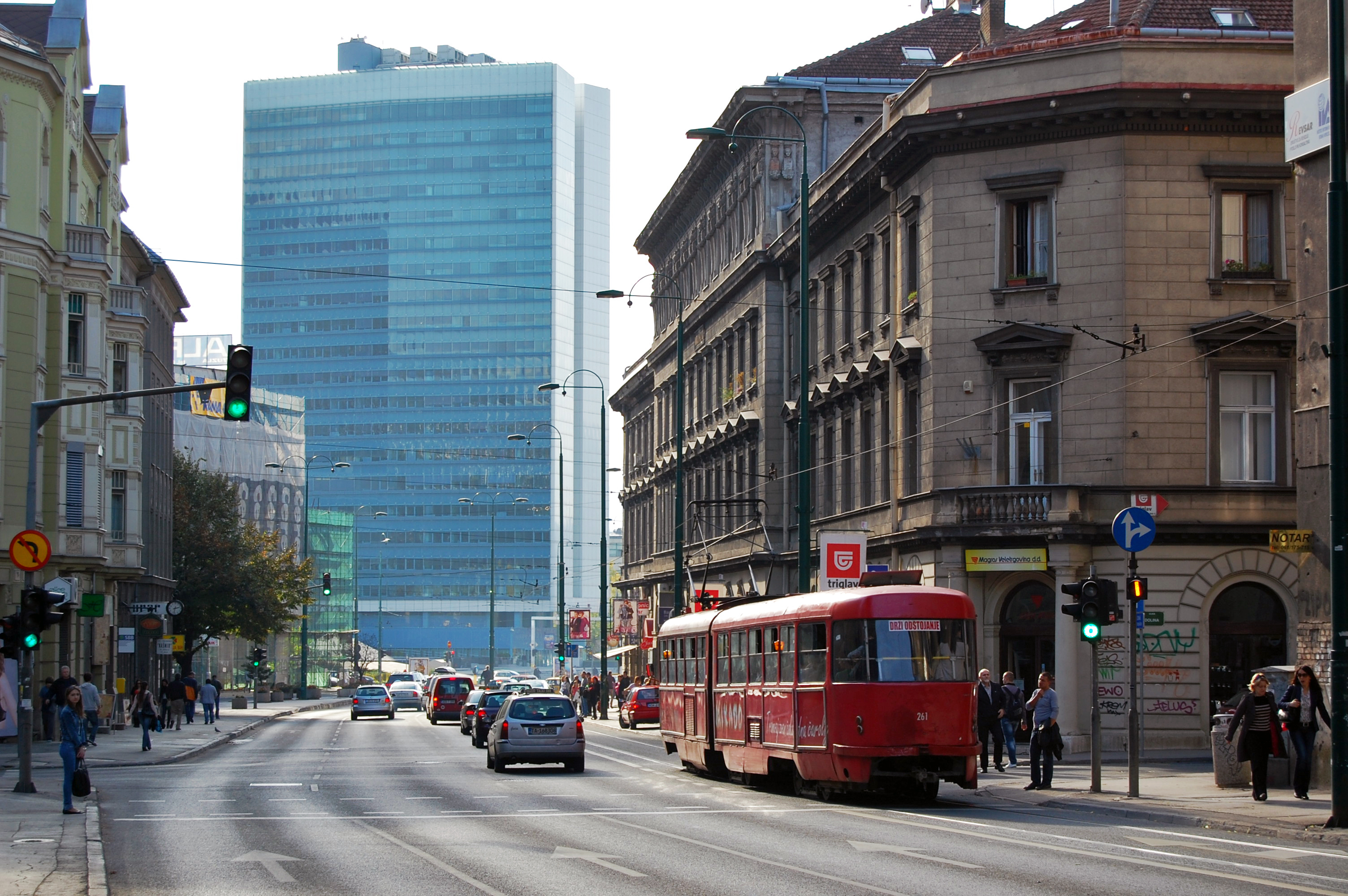
Fasáda budovy, v pozadí s budovou parlamentu Bosny a Hercegoviny.

Marijin dvor (německy Marienhof) je název budovy v Sarajevu, na západním konci ulice Maršála Tita. Její jméno dalo název celé okolní čtvrti. Architektem budovy byl Karel Pařík.
Objekt se nachází v bloku mezi ulicemi Maršala Tita, Kralja Tvrtka, Augusta Brauna a Doline. Fasáda budovy odkazuje na novorenesanční a klasicistickou architekturu. Svůj název má podle ženy původního vlastníka objektu Augusta Brauna, Marie Braun. Ten řídil stavitelskou firmu v Sarajevu a byl majitelem velké cihelny. Část paláce má dvě patra a část tři. Horní část objektu sloužila jako byty. Celkem se zde v různých dispozicích nachází 78.

## Historie
Jedná se o jeden z objektů, který vznikl v metropoli Bosny a Hercegoviny během období rozvoje pod nadvládou Rakousko-Uherska. Její stavba začala v roce 1885 (první část), pokračovala o deset let později, a zakončena byla roku 1899. V době svého dokončení se jednalo o největší budovu co do podlahové plochy na území Sarajeva. Až do druhé světové války měla smíšené využití; nacházely se zde dvě školy a policejní stanice. Po skončení konfliktu byla budova znárodněna, ale její využití zůstalo stále stejné. V následujících dekádách byly do objektu uskutečněny neodborné zásahy, které probíhaly v rozporu s historickou hodnotou objektu. Rekonstrukce fasády paláce byla uskutečněna v roce 1986. Během obléhání města v 90. letech a válce byl objekt poškozen pouze mírně. 